# Сулински рукавац
Сулински рукавац је рукавац реке Дунав, који доприноси формирању делте Дунава.
Остала два главна рукавца Дунава су Килија рукавац на северу и Св. Георгије рукавац на југу.

## Најважније информације
То је ушће са најмање воде - само 18,8% укупне воде Дунава протиче преко њега. Град Сулина лежи на његовом ушћу у Црно море.
Одржава се као пут отпреме за велике бродове. Због мање количине воде у поређењу са Килијом и рукавцом Св. Георгија, а самим тим и знатно нижег уноса чврсте супстанце, Сулински рукавац није толико блатњав као остали.

## Галерија слика
- Пејзаж трске уз Сулински рукавац
- Рибарски брод